# مازولا
مازولا (به فرانسوی: Mazzola) یک کمون در فرانسه است که در کرس شمالی واقع شده‌است.

## خصوصیات
مازولا ۶٫۵۹ کیلومترمربع مساحت و ۲۵ نفر جمعیت دارد و ۸۰۰ متر بالاتر از سطح دریا واقع شده‌است.